# Kiro Race Co
Kiro Race Co, anteriormente denominada China Racing Formula E Team, NEXTEV TCR Formula E Team, NIO 333 FE Team y ERT Formula E Team es una escudería de automovilismo estadounidense creada para competir en el campeonato de Fórmula E.
Ha competido desde la temporada inaugural de la categoría. En ella, el brasileño Nelson Piquet, Jr. fue el campeón a bordo de un monoplaza de este equipo.
Esta escudería estuvo operada técnicamente por Campos Racing durante sus dos primeras temporadas. Con sede en Pekín, ha sido fundada por Steven Lu.

## Resultados

### Fórmula E
(Clave) (negrita indica pole position) (cursiva indica vuelta rápida)

| Temp.                   | Chasis                        | Neu.                    | N.º                     | Pilotos                 | 1                       | 2                       | 3                       | 4                       | 5                       | 6                       | 7                       | 8                       | 9                       | 10                      | 11                      | 12                      | 13                      | 14                      | 15                      | 16                      | Puntos                  | Pos.                    |                         |
| China Racing/NEXTEV TCR | China Racing/NEXTEV TCR       | China Racing/NEXTEV TCR | China Racing/NEXTEV TCR | China Racing/NEXTEV TCR | China Racing/NEXTEV TCR | China Racing/NEXTEV TCR | China Racing/NEXTEV TCR | China Racing/NEXTEV TCR | China Racing/NEXTEV TCR | China Racing/NEXTEV TCR | China Racing/NEXTEV TCR | China Racing/NEXTEV TCR | China Racing/NEXTEV TCR | China Racing/NEXTEV TCR | China Racing/NEXTEV TCR | China Racing/NEXTEV TCR | China Racing/NEXTEV TCR | China Racing/NEXTEV TCR | China Racing/NEXTEV TCR | China Racing/NEXTEV TCR | China Racing/NEXTEV TCR | China Racing/NEXTEV TCR | China Racing/NEXTEV TCR |
| ----------------------- | ----------------------------- | ----------------------- | ----------------------- | ----------------------- | ----------------------- | ----------------------- | ----------------------- | ----------------------- | ----------------------- | ----------------------- | ----------------------- | ----------------------- | ----------------------- | ----------------------- | ----------------------- | ----------------------- | ----------------------- | ----------------------- | ----------------------- | ----------------------- | ----------------------- | ----------------------- | ----------------------- |
| 2014-15                 | Spark-Renault SRT 01E         | M                       |                         |                         | BEI                     | PUT                     | PDE                     | BUE                     | MIA                     | LBH                     | MCA                     | BER                     | MSC                     | LON                     | LON                     |                         |                         |                         |                         |                         | 152                     | 4.º                     |                         |
| 2014-15                 | Spark-Renault SRT 01E         | M                       | 88                      | Ho-Pin Tung             | 16                      | 11                      |                         | 11                      |                         |                         |                         |                         |                         |                         |                         |                         |                         |                         |                         |                         | 152                     | 4.º                     |                         |
| 2014-15                 | Spark-Renault SRT 01E         | M                       | 88                      | Antonio García          |                         |                         | 11                      |                         |                         |                         |                         |                         | 19                      |                         |                         |                         |                         |                         |                         |                         | 152                     | 4.º                     |                         |
| 2014-15                 | Spark-Renault SRT 01E         | M                       | 88                      | Charles Pic             |                         |                         |                         |                         | 17                      | 16                      | 8                       | 15*                     |                         |                         |                         |                         |                         |                         |                         |                         | 152                     | 4.º                     |                         |
| 2014-15                 | Spark-Renault SRT 01E         | M                       | 88                      | Oliver Turvey           |                         |                         |                         |                         |                         |                         |                         |                         |                         | 9                       | 9                       |                         |                         |                         |                         |                         | 152                     | 4.º                     |                         |
| 2014-15                 | Spark-Renault SRT 01E         | M                       | 99                      | Nelson Piquet Jr.       | 8                       | Ret                     | 2                       | 3                       | 5                       | 1                       | 3                       | 4                       | 1                       | 5                       | 7                       |                         |                         |                         |                         |                         | 152                     | 4.º                     |                         |
| 2015-16                 | Spark-NextEV TCR FormulaE 001 | M                       |                         |                         | BEI                     | PUT                     | PDE                     | BUE                     | MEX                     | LBH                     | PAR                     | BER                     | LON                     | LON                     |                         |                         |                         |                         |                         |                         | 19                      | 9.º                     |                         |
| 2015-16                 | Spark-NextEV TCR FormulaE 001 | M                       | 1                       | Nelson Piquet Jr.       | 15†                     | 8                       | 15†                     | 12                      | 13                      | Ret                     | Ret                     | 13                      | 12                      | 9                       |                         |                         |                         |                         |                         |                         | 19                      | 9.º                     |                         |
| 2015-16                 | Spark-NextEV TCR FormulaE 001 | M                       | 88                      | Oliver Turvey           | 6                       | Ret                     | 12                      | 9                       | 11                      | 12                      | 13                      | 12                      | 15†                     | 10                      |                         |                         |                         |                         |                         |                         | 19                      | 9.º                     |                         |
| NEXTEV NIO              |                               |                         |                         |                         |                         |                         |                         |                         |                         |                         |                         |                         |                         |                         |                         |                         |                         |                         |                         |                         |                         |                         |                         |
| 2016-17                 | Spark-NextEV FormulaE 002     | M                       |                         |                         | HNK                     | MAR                     | BUE                     | MEX                     | MON                     | PAR                     | BER                     | BER                     | NYC                     | NYC                     | MTL                     | MTL                     |                         |                         |                         |                         | 59                      | 6.º                     |                         |
| 2016-17                 | Spark-NextEV FormulaE 002     | M                       | 3                       | Nelson Piquet Jr.       | 11                      | 16                      | 5                       | 9                       | 4                       | 7                       | 12                      | 12                      | 11                      | 16                      | 13                      | 16                      |                         |                         |                         |                         | 59                      | 6.º                     |                         |
| 2016-17                 | Spark-NextEV FormulaE 002     | M                       | 88                      | Oliver Turvey           | 8                       | 7                       | 9                       | Ret                     | 13                      | 12                      | 10                      | 9                       | 6                       | 14                      | 15                      | 17                      |                         |                         |                         |                         | 59                      | 6.º                     |                         |
| NIO Formula E Team      |                               |                         |                         |                         |                         |                         |                         |                         |                         |                         |                         |                         |                         |                         |                         |                         |                         |                         |                         |                         |                         |                         |                         |
| 2017-18                 | Spark-NextEV NIO Sport 003    | M                       |                         |                         | HKG                     | HKG                     | MAR                     | SAN                     | MEX                     | PDE                     | ROM                     | PAR                     | BER                     | ZUR                     | NYC                     | NYC                     |                         |                         |                         |                         | 47                      | 8.º                     |                         |
| 2017-18                 | Spark-NextEV NIO Sport 003    | M                       | 16                      | Oliver Turvey           | 16                      | 6                       | Ret                     | 16                      | 2                       | 7                       | 12                      | 7                       | 5                       | 9                       | DNS                     |                         |                         |                         |                         |                         | 47                      | 8.º                     |                         |
| 2017-18                 | Spark-NextEV NIO Sport 003    | M                       | 16                      | Ma Qing Hua             |                         |                         |                         |                         |                         |                         |                         |                         |                         |                         |                         | 13                      |                         |                         |                         |                         | 47                      | 8.º                     |                         |
| 2017-18                 | Spark-NextEV NIO Sport 003    | M                       | 68                      | Luca Filippi            | 10                      | Ret                     | 16                      | 12                      | 14                      | 13                      | 13                      |                         | 17                      | Ret                     | 15                      | Ret                     |                         |                         |                         |                         | 47                      | 8.º                     |                         |
| 2017-18                 | Spark-NextEV NIO Sport 003    | M                       | 68                      | Ma Qing Hua             |                         |                         |                         |                         |                         |                         |                         | 17                      |                         |                         |                         |                         |                         |                         |                         |                         | 47                      | 8.º                     |                         |
| 2018-19                 | Spark-NIO Sport 004           | M                       |                         |                         | ADD                     | MAR                     | SAN                     | MEX                     | HKG                     | SNY                     | ROM                     | PAR                     | MON                     | BER                     | BRN                     | NYC                     | NYC                     |                         |                         |                         | 7                       | 11.º                    |                         |
| 2018-19                 | Spark-NIO Sport 004           | M                       | 8                       | Tom Dillmann            | 14                      | 17                      | Ret                     | 15                      | 12                      | 13                      | 15                      | Ret                     | 14                      | 19                      | 15                      | Ret                     | 14                      |                         |                         |                         | 7                       | 11.º                    |                         |
| 2018-19                 | Spark-NIO Sport 004           | M                       | 16                      | Oliver Turvey           | 13                      | 16                      | 8                       | 12                      | 9                       | 12                      | 13                      | 14                      | Ret                     | 18                      | 16                      | 10                      | 13                      |                         |                         |                         | 7                       | 11.º                    |                         |
| NIO 333 FE Team         |                               |                         |                         |                         |                         |                         |                         |                         |                         |                         |                         |                         |                         |                         |                         |                         |                         |                         |                         |                         |                         |                         |                         |
| 2019-20                 | Spark-NIO Sport 004           | M                       |                         |                         | DIR                     | DIR                     | SAN                     | MEX                     | MAR                     | BER I                   | BER I                   | BER II                  | BER II                  | BER III                 | BER III                 |                         |                         |                         |                         |                         | 0                       | 12.º                    |                         |
| 2019-20                 | Spark-NIO Sport 004           | M                       | 3                       | Oliver Turvey           | 15                      | DSQ                     | 11                      | 13                      | 21                      | 16                      | 18                      | 16                      | 22                      | 19                      | 21                      |                         |                         |                         |                         |                         | 0                       | 12.º                    |                         |
| 2019-20                 | Spark-NIO Sport 004           | M                       | 33                      | Ma Qing Hua             | 20                      | 19                      | 16                      | Ret                     | 23                      |                         |                         |                         |                         |                         |                         |                         |                         |                         |                         |                         | 0                       | 12.º                    |                         |
| 2019-20                 | Spark-NIO Sport 004           | M                       | 33                      | Daniel Abt              |                         |                         |                         |                         |                         | 18                      | 16                      | 15                      | 18                      | Ret                     | 20                      |                         |                         |                         |                         |                         | 0                       | 12.º                    |                         |
| 2020-21                 | Spark-NIO 333 001             | M                       |                         |                         | DIR                     | DIR                     | ROM                     | ROM                     | VAL                     | VAL                     | MON                     | PUE                     | PUE                     | NYC                     | NYC                     | LON                     | LON                     | BER                     | BER                     |                         | 19                      | 12.º                    |                         |
| 2020-21                 | Spark-NIO 333 001             | M                       | 8                       | Oliver Turvey           | 10                      | 6                       | DNS                     | 14                      | NC                      | 8                       | 19                      | 11                      | Ret                     | Ret                     | Ret                     | 15                      | 14                      | 19                      | 19                      |                         | 19                      | 12.º                    |                         |
| 2020-21                 | Spark-NIO 333 001             | M                       | 88                      | Tom Blomqvist           | 18                      | 18                      | 10                      | 8                       | NC                      | 17                      | 14                      | 13                      | Ret                     | 16                      | 21                      | NC                      | 19                      | NC                      | 10                      |                         | 19                      | 12.º                    |                         |
| 2021-22                 | Spark-NIO 333 001             | M                       |                         |                         | DIR                     | DIR                     | MEX                     | ROM                     | ROM                     | MON                     | BER                     | BER                     | YAK                     | MAR                     | NYC                     | NYC                     | LON                     | LON                     | SEÚ                     | SEÚ                     | 7                       | 10.º                    |                         |
| 2021-22                 | Spark-NIO 333 001             | M                       | 3                       | Oliver Turvey           | 19                      | 18                      | 14                      | 17                      | 7                       | 14                      | 16                      | 17                      | 12                      | 17                      | 15                      | 16                      | 15                      | 14                      | Ret                     | 15                      | 7                       | 10.º                    |                         |
| 2021-22                 | Spark-NIO 333 001             | M                       | 33                      | Dan Ticktum             | 18                      | 19                      | 18                      | 18                      | 10                      | 12                      | 19                      | 20                      | 18                      | Ret                     | 17                      | 12                      | 17                      | Ret                     | Ret                     | Ret                     | 7                       | 10.º                    |                         |
| NIO 333 Racing          |                               |                         |                         |                         |                         |                         |                         |                         |                         |                         |                         |                         |                         |                         |                         |                         |                         |                         |                         |                         |                         |                         |                         |
| 2022-23                 | Fórmula E-NIO 333 ER9         | H                       |                         |                         | MEX                     | DIR                     | DIR                     | HYD                     | CAB                     | SÃO                     | BER                     | BER                     | MON                     | YAK                     | YAK                     | PRT                     | ROM                     | ROM                     | LON                     | LON                     | 42                      | 9.º                     |                         |
| 2022-23                 | Fórmula E-NIO 333 ER9         | H                       | 3                       | Sérgio Sette Câmara     | 16                      | 15                      | 17                      | 5                       | 12                      | 16                      | 16                      | 15                      | 14                      | 17                      | DNS                     | 16                      | 8                       | Ret                     | DSQ                     | 13                      | 42                      | 9.º                     |                         |
| 2022-23                 | Fórmula E-NIO 333 ER9         | H                       | 33                      | Dan Ticktum             | 17                      | 14                      | 10                      | Ret                     | 6                       | 17                      | Ret                     | 10                      | 6                       | 13                      | 11                      | 13                      | 13                      | 9                       | 7                       | 9                       | 42                      | 9.º                     |                         |
| Referencias:            |                               |                         |                         |                         |                         |                         |                         |                         |                         |                         |                         |                         |                         |                         |                         |                         |                         |                         |                         |                         |                         |                         |                         |